# Matthew Lillard
Matthew Lyn Lillard (født 24. januar 1970) er en amerikansk skuespiller. Han er muligvis mest kendt for sin rolle som Stevo i SLC Punk, Stubbe i Scooby-Doo filmserien, og som Stu Macher i Scream.
Lillard blev født i Lansing i Michigan, og voksede op i Tustin i Californien. Efter high school, blev han hyret som en statist i filmen Ghoulies 3: Ghoulies Go to College (1991). Han gik på American Academy of Dramatic Arts i Pasadena, i Californien, med skuespillervennen Paul Rudd, og senere på teaterskolen Circle in the Square i New York City.

## Filmografi
- Ghoulies 3: Ghoulies Go to College (1991)
- Serial Mom (1994)
- Animal Room (1995)
- Mad Love (1995)
- Hackers (1995)
- Scream (1996) som Stu Macher
- Scream 2 (1997) som fyr til en fest (ikke krediteret)
- Without Limits (1998)
- The Curve (1998) Også kendt som Dead Man's Curve
- Senseless (1998)
- SLC Punk! (1998)
- Telling You (1998)
- She's All That (1999)
- Spanish Judges (1999)
- Wing Commander (1999)
- Dish Dogs (2000)
- Scream 3 (2000) as Stu Macher (ikke krediteret) (lyd fra tidligere film)
- Love's Labour's Lost (2000)
- Summer Catch (2001)
- Thirteen Ghosts (2001)
- Finder's Fee (2001)
- Scooby-Doo (2002) som Stubbe
- Looney Tunes: Back in Action (2003) – Cameo
- The Perfect Score (2004)
- Scooby Doo 2 - Uhyrerne er løs (2004) som Stubbe
- Wicker Park (2004)
- Without a Paddle (2004)
- Bickford Shmeckler's Cool Ideas (2006)
- The Groomsmen (2006)
- In the Name of the King: A Dungeon Siege Tale (2007)
- What Love Is (2007)
- One of Our Own (2007)
- Extreme Movie (2008)
- Spooner (2009)
- All's Faire in Love (2009)
- American Summer (2009)
- Exit 19 (2010)

## Fjernsyn
- SK8-TV Vært (som Matthew Lynn) (1990)
- Robot Chicken som diverese karakterer (stemme) (2005-2007)
- Gary Unmarried som Taylor (Sæson 1, afsnit 15) (2009)
- Law & Order: Special Victims Unit som Chet (2009)
- Twin Peaks: The Return som Bill Hastings (2017)

## Anime Dubbing
- Karas (2006)
- Karas: The Revelation (2007)